# 山野井慶徳
山野井　慶徳（やまのい　よしのり）は、日本の化学者。学位は、博士（理学）。東京大学大学院理学系研究科化学専攻准教授。
1994年東京理科大学理学部化学科卒業、1999年千葉大学大学院自然科学研究科修了。

## 主な経歴
- 東京大学 (2002年-)

## 主な研究分野
- 機能物質化学

## 主な著書等
- Preparation of Enantiopure 2,2,5,5-Tetramethyl-3,4-hexanediol and Its Use in Catalytic Enantioselective Oxidation of Sulfides to Sulfoxides